# Cozola xanthopera
Cozola xanthopera är en fjärilsart som beskrevs av George Francis Hampson 1897. Cozola xanthopera ingår i släktet Cozola och familjen tofsspinnare. Inga underarter finns listade i Catalogue of Life.